# GNC Cinemas
A GNC Cinemas é uma empresa brasileira do ramo de exibição cinematográfica e tem sede na cidade de Porto Alegre. Está presente em seis cidades dos estados do Rio Grande do Sul e Santa Catarina e seu parque exibidor é formado atualmente por nove complexos e 51 salas, média de 5,67 salas por cinema. Suas 11 378 poltronas perfazem uma média de 223,09 assentos por sala, sendo considerado pela imprensa especializada como o principal exibidor da Região Sul do Brasil.

## História

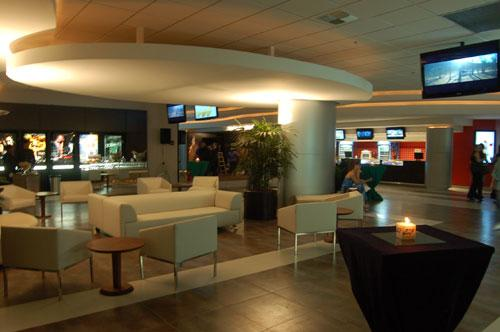
Vista do foyer do GNC Iguatemi Porto Alegre

A empresa foi fundada em 1991 pelo empresário gaúcho Ricardo Difini Leite, que anteriormente fora gerente geral da RBS TV, afiliada da Rede Globo no sul do país. Surgiu como a fusão de tradicionais empresas exibidoras do Rio Grande do Sul  e foi responsável pela implantação dos primeiros cinemas de shoppings de Porto Alegre. Teve como sócio o administrador e advogado Hormar Castello Júnior, ex-bancário da Caixa Econômica Federal que tivera sua experiência cinematográfica na década de 70 nos extintos cinemas Castello, Avenida e Marabá em Porto Alegre e também fora sócio Companhia Nacional de Cinemas, proprietária dos cinemas Imperial e Guarany daquela cidade. Também participou da fundação o administrador de empresas Eduardo Difini Leite, que administrara junto com seu pai o tradicional cinema Carlos Gomes, e fora sócio-gerente da empresa Leonforte Distribuidora de Filmes.
O primeiro complexo aberto pela empresa foi instalado no shopping Praia de Belas e possuía originalmente duas salas (atualmente tem seis), acabando por influenciar a nomenclatura da razão social da empresa. Vieram depois os complexos do Moinhos Shopping em 2000, localizado no bairro homônimo; a cidade de Caxias do Sul recebeu um complexo de seis salas no Shopping Iguatemi daquela cidade; o GNC Lindóia, de apenas duas salas, instalado no shopping Passo d'Areia, inaugurado em dezembro de 2005 e por último o complexo do Shopping Iguatemi de Porto Alegre, de seis salas, inaugurado em dezembro de 2008. A empresa expandiu também para o Estado de Santa Catarina, implantando cinemas nas cidades de Balneário Camboriú e Blumenau e Joinville, e foi a responsável pela implantação da primeira sala VIP do sul do país, instalada no complexo Shopping Neumarkt de Blumenau.
Em abril de 2015, a maior parte dos seus complexos já estavam digitalizados (processo de substituição dos antigos projetores de 35mm por equipamentos digitais), à exceção do complexo do Iguatemi de Porto Alegre. Neste processo de modernização participou a empresa Quanta DGT/AAM, que forneceu os equipamentos e assessoria técnica. Naquela mesma época foi anunciada a abertura de novos cinemas nas cidades de Criciúma, com seis salas, a serem implantadas no Shopping Nações a que será  inaugurado naquela cidade.
Com forte tradição política no meio cinematográfico, os fundadores da empresa exerceram cargos por diversas vezes no do Sindicato das Empresas Exibidoras Cinematográficas do Rio Grande do Sul, especialmente no período de 2004 a 2007.
Em 15 de setembro de 2021 se juntou ao Cineart, Cinesystem e o Moviecom para a criação do Conebi (Consórcio Exibidores Brasileiros Independentes).

## Público
Abaixo a tabela de público e sua evolução de 2002 a 2019, considerando o somatório de todas as suas salas a cada ano. No período avaliado, o crescimento do frequentadores da rede foi da ordem de 80,68%, sendo que a variação mencionada é uma comparação com os números do ano imediatamente anterior.
Os dados de 2008 até 2013 foram extraídos do banco de dados Box Office do portal de cinema Filme B, sendo que os números de 2002 a 2007 e 2014 a 2015 têm como origem o Database Brasil. Já os dados de 2016 em diante procedem do relatório "Informe Anual Distribuição em Salas Detalhado", do Observatório Brasileiro do Cinema e do Audiovisual (OCA) da ANCINE.
| Ano  | Público total | Ranking no país | Market Share | Variação |
| ---- | ------------- | --------------- | ------------ | -------- |
| 2002 | 1 502 944     | 10º             | 1,65%        | ano-base |
| 2003 | 2 521 021     | 9º              | 2,45%        | 67,74%   |
| 2004 | 2 733 848     | 10º             | 2,38%        | 8,44%    |
| 2005 | 2 165 340     | 10º             | 2,41%        | 20,80%   |
| 2006 | 2 102 153     | 9º              | 2,33%        | 2,92%    |
| 2007 | 1 939 661     | 9º              | 2,17%        | 7,73%    |
| 2008 | 1 704 454     | 13º             | 1,99%        | 12,13%   |
| 2009 | 2 392 615     | 13º             | 2,12%        | 40,37%   |
| 2010 | 3 040 917     | 13º             | 2,25%        | 27,10%   |
| 2011 | 3 013 816     | 13º             | 2,13%        | 0,89%    |
| 2012 | 3 047 964     | 13º             | 2,05%        | 1,13%    |
| 2013 | 3 193 087     | 12º             | 2,11%        | 4,76%    |
| 2014 | 3 017 887     | 11º             | 1,92%        | 5,49%    |
| 2015 | 3 395 345     | 11º             | 1,99%        | 12,51%   |
| 2016 | 3 241 039     | 12º             | 1,80%        | 4,54%    |
| 2017 | 3 250 487     | 13º             | 1,82%        | 0,29%    |
| 2018 | 2 718 192     | 14º             | 1,69%        | 16,38%   |
| 2019 | 3 073 136     | 13º             | 1,74%        | 13,06%   |